# Czesław Limont

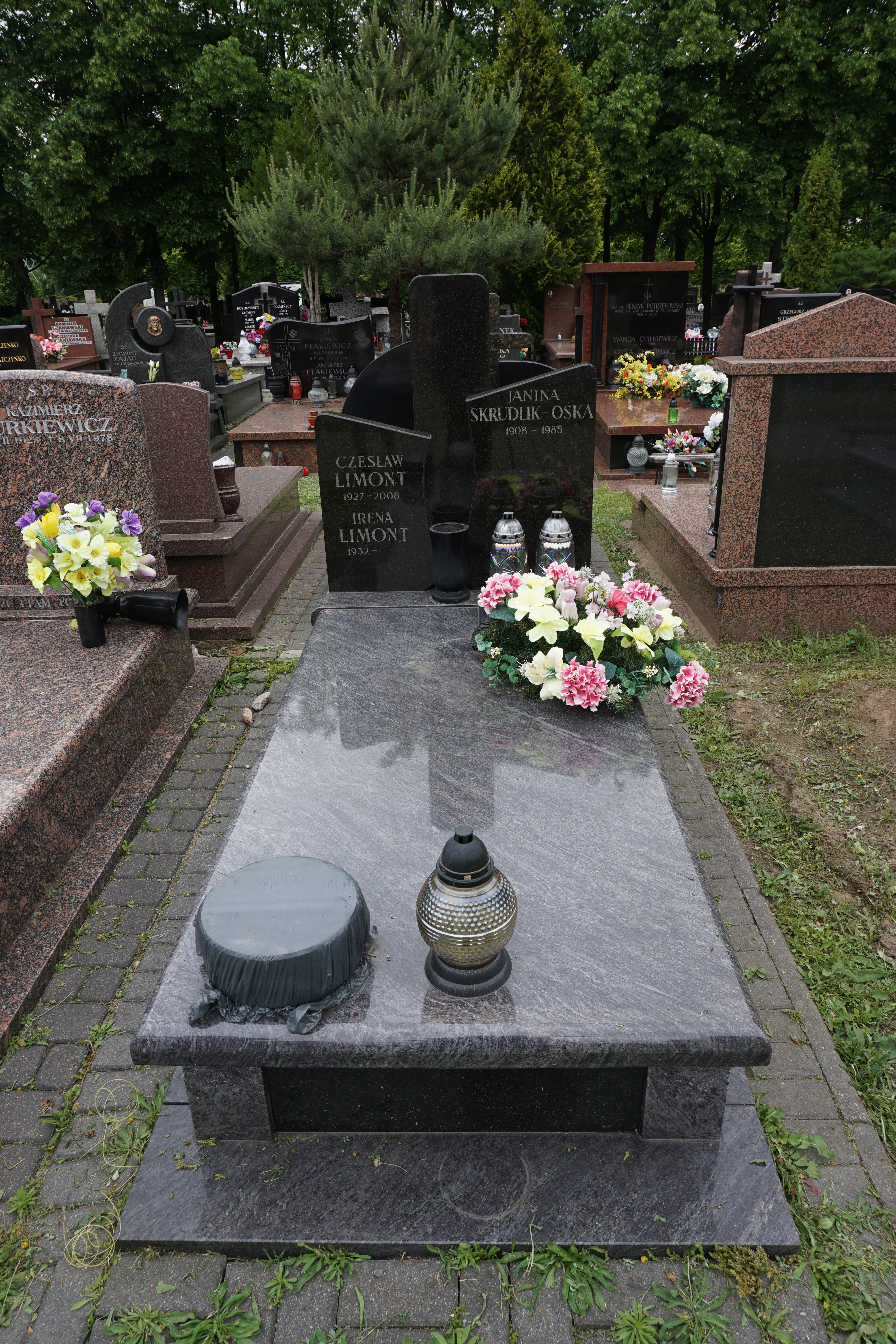
Grób Czesława Limonta na cmentarzu komunalnym Północnym

Czesław Limont (ur. 16 maja 1927 w Dudziczach, zm. 1 lipca 2008 w Warszawie) – polski i argentyński działacz komunistyczny, dyplomata, ambasador w Argentynie i Urugwaju (1980–1984; 1981–1984). 

## Życiorys
W latach 1936–1949 przebywał w Ameryce Łacińskiej: Paragwaju (do 1938) i Argentynie (od 1938), gdzie był działaczem Komunistycznej Partii Argentyny (1943–1949). Po powrocie do Polski zatrudniony w Dolnośląskich Zakładach Przemysłowych oraz Związku Młodzieży Polskiej. W 1962 rozpoczął pracę w Ministerstwie Spraw Zagranicznych, pełniąc funkcje: II sekretarza w Ambasadzie PRL w Meksyku (1964–1966), Brazylii (1966–1969) oraz naczelnika wydziału MSZ (1969–1972). W latach 1972–1976 pracował jako radca na Kubie, później był wicedyrektorem jednego z departamentów MSZ (1976–1980). W 1980 złożył listy uwierzytelniające jako ambasador w Argentynie, a rok później również w Montevideo. Misję pełnił do 1984. 
Odznaczony Krzyżem Kawalerskim Orderu Odrodzenia Polski oraz Srebrnym Medalem Orderu Orła Azteckiego.
Został pochowany na cmentarzu komunalnym Północnym na Wólce Węglowej w Warszawie. 